# В'єтнамсько-мексиканські відносини

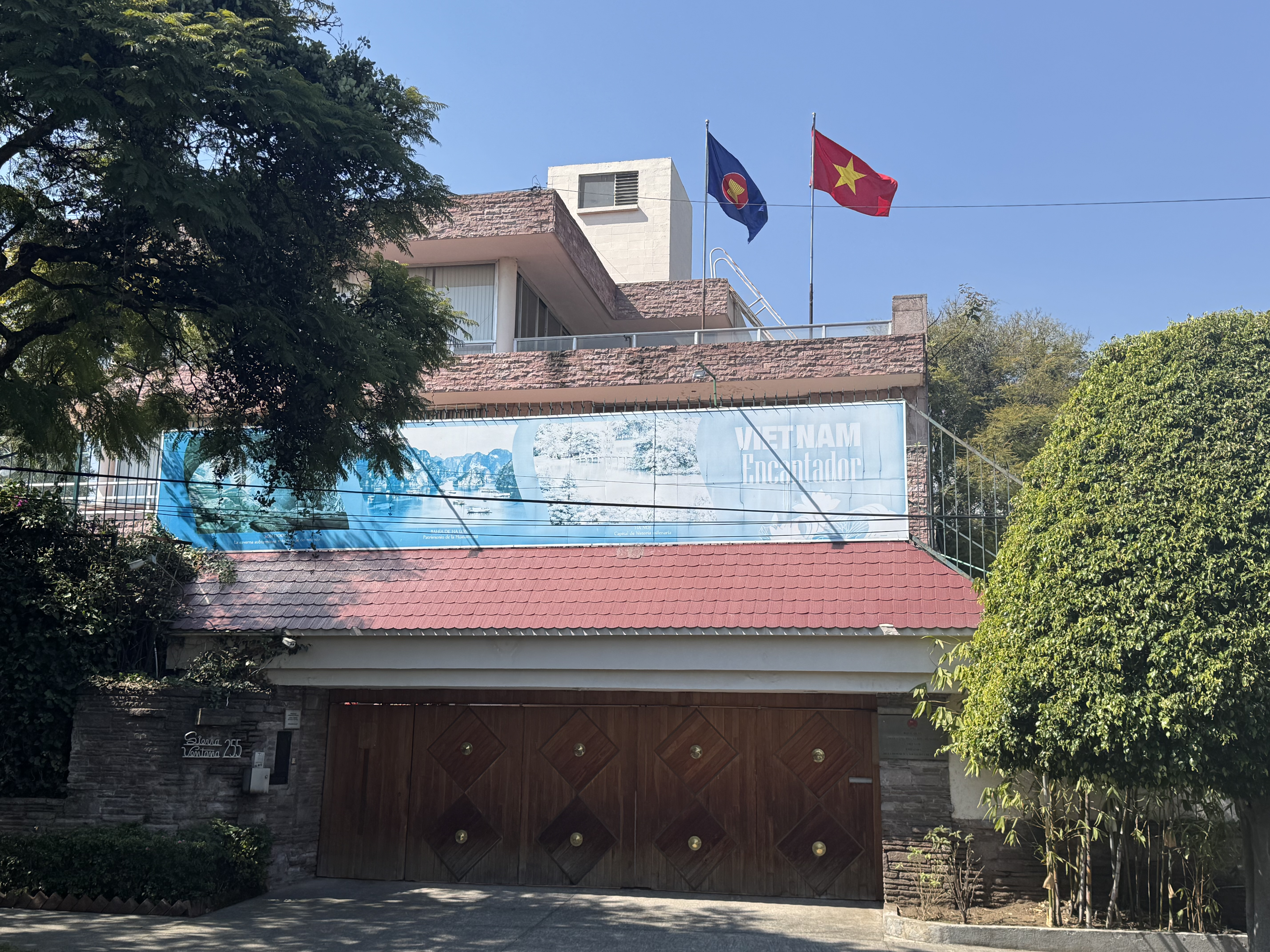
Посольство В'єтнаму в Мехіко

В'єтнамсько-мексиканські відносини — двосторонні відносини між В'єтнамом і Мексикою. Дипломатичні відносини встановлено в 1975.

## Історія
У XIX столітті В'єтнам був частиною Французької колоніальної імперії, а Друга Мексиканська імперія пережила інтервенцію французької армії, що закінчилася перемогою мексиканців. 1945 року В'єтнам проголосив незалежність від Франції, що спричинило початок Першої Індокитайської війни (1946-1954), під час якої, а також у ході Війни у В'єтнамі (1957-1975) Мексика дотримувалася політики нейтралітету. У квітні 1975 року, після закінчення В'єтнамської війни, Мексика і В'єтнам встановили офіційні дипломатичні стосунки. У 1975 році В'єтнам відкрив посольство в Мехіко, а 1976 року Мексика відкрила посольство в Ханої. У 1980 році Мексика закрила посольство з фінансових причин, у жовтні 2000 року мексиканське посольство у В'єтнамі знову запрацювало. З моменту встановлення дипломатичних відносин обидві країни підписали низку угод про співпрацю в різних областях (науково-технічне співробітництво, сільське господарство, охорона здоров'я, культура і освіта). 2011 року за участю мексиканського уряду встановлено статую Хо Ши Міна в Мехіко.

## Державні візити
Візити прем'єр-міністрів В'єтнаму в Мексику
- Прем'єр-міністр Фам Ван Донг (1979)
- Прем'єр-міністр Фан Ван Кхай (2002)

Станом на 2016 рік жоден президент Мексики все ще не відвідував В'єтнаму. 2006 року тодішній президент Вісенте Фокс збирався відвідати В'єтнам, але політичні маневри всередині мексиканського конгресу стали на заваді цьому, оскільки конгрес має санкціонувати закордонні візити президента Мексики.

## Економічні відносини
У 2014 обсяг товарообігу між двома країнами становив 2,26 млрд доларів США. Експорт Мексики у В'єтнам: борошно, м'ясо, кальмари, алкоголь (пиво). Експорт В'єтнаму в Мексику: електроніка і текстиль.